# Доржієв Агван
Агван Лобсан Доржиев (тиб. ངག་ དབང་ བློ་ བཟང་; 1853, улус Хара-Шибір, Забайкальська область — 29 січня 1938, Улан-Уде, Бурятія) — бурятський буддійський вчений, дипломат, релігійний, державний і громадський діяч Росії, Тибету і Монголії. Був прихильником зближення Тибету з Російською імперією. Ініціював будівництво першого у Європі буддистського храму — Храму Калачакри в Санкт-Петербурзі.

## Біографія
Народився у 1853 в улусі Хара-Шибір Хоринського відомства (нині Заіграєвський район Бурятії). Був хувараком у Шулутському дацані.
У 1872 в 19-річному віці покинув Забайкалля і відправився прочанином у Монголію і Тибет.
Навчався в Урзі (суч. Улан-Батор) і в знаменитому Гоман-дацані при монастирі Дрепунг (один з трьох головних монастирів Лхаси). Отримав блискучу богословську освіту, мав вищу філософську вчену ступінь лхарамба (цаннід Кхенпо хларампа/цаннід Хамбо лһарамба).
Доржієв в числі семи вищих вчених лам складався при Далай-Ламі XIII, беручи участь в його навчанні буддійської філософії та літератури. Положення ценшапа, партнера по філософському диспуту — найважливішого компоненту буддійської освіти — дозволило Доржіеву пізніше стати одним з найближчих радників Далай-лами і великою фігурою в тибетській теократичний державі.
У 1896 Агван Доржієв отримав від Миколи II годинник з монограмою на знак вдячності за допомогу агенту Петру Бадмаеву, подорожував в Лхасу
На початку 1898 Доржієв з'явився в м. Санкт-Петербург з офіційною метою збору пожертв на монастирську школу. Тут він познайомився з відомим дослідником Сходу Е. Е. Ухтомським, наближеним Миколи II, що раніше супроводжували майбутнього імператора у подорожі на Схід. Ухтомський особисто представив Агвана Доржіева імператору.
В 1901 Доржієв за допомогою Буди Рабданова провів перше у Франції буддійське богослужіння (хурал) і лекцію про буддизм в Музеї сходознавства Гиме під час відкриття Всесвітньої виставки. На богослужінні були присутні Жорж Клемансо, майбутня мандрівниця в Тибет Олександра Давид-нееліт, Інокентій Анненський, згодом написав про це вірш «Буддійська меса в Парижі», які увійшли в «Кипарисову скриньку». Гідом Агвана Доржіева по Париж у був інший російський поет — Максиміліан Волошин.
Після повернення в Тибет був зведений в третій вищий чин старшого Кхенпо з правом голосу в усіх питаннях політики і віри.
У цей час, будучи фактично першим міністром двору Далай-лами XIII, Доржієв всюди його супроводжував, служив молебні, завідував фінансами країни. З дипломатичними дорученнями Доржиев бував в Монголії, Китаї, Росії, відвідав Індію, Цейлон, Японію, Німеччину, Італію, Велику Британію.
У 1900 відбулася зустріч Агвана Доржієва з імператором Миколою II, на якій було отримано найвищу згоду на будівництво дацану в Санкт-Петербурзі.
У 1906 створив буддійське духовне училище і академію (цанід — Чойр) в Калмикії, передав їм 300 томів тибетського канону (Ганджур і Данджур), а також ритуальні предмети. Крім цього він заснував кілька дацанів і шкіл в Калмикії і Бурятії, відкрив видавництво в Санкт-Петербурзі і в 1908 році друкарню європейського зразка в Шулутському дацані.
У Бурятії Доржієв відомий як реформатор монгольського вертикального письма, пристосованого до бурятської мови, упорядник бурятського письма вагіндра (вагіндрагійн үсег, або Агвановскій алфавіт), котре точно передавало транскрипцію російських слів; було в ходу з 1905 по 1910.